# L'Oie
L'Oie foi uma comuna francesa na região administrativa da Pays de la Loire, no departamento de Vendeia. Estendia-se por uma área de 14,06 km². Em 2010 a comuna tinha 1 143 habitantes (densidade: 81,3 hab./km²).
Em 1 de janeiro de 2016, passou a formar parte da nova comuna de Essarts en Bocage.